# Sgairneach Mhòr
Sgairneach Mhòr – szczyt w paśmie West Drumochter, w Grampianach Centralnych. Leży w Szkocji, w regionie Highland. 